# Лабијални сугласник
Лабијални сугласници или уснени сугласници су сугласници изговорени (артикулисани) са обема уснама (билабијална или двоуснена артикулација) или са нижом усном и горњим зубима (лабиодентална или уснено-зубна артикулација).
Заокруживање усана или лабијализација може такође пратити друге артикулације.
Уснени сугласници су подељени даље у два места изговора: 
- Билабијални (двоуснени) сугласници
- Лабиодентални (уснено-зубни) сугласници

Веома мало језика, међутим, прави разлику искључиво на тој основи. Један пример је евешки језик, са обе врсте струјних (фрикативних) сугласника. За већину осталих језика света, лабијални је сама по себи довољна фонемска спецификација. Да ли ће звуци бити билабијални или лабиодентални зависи од језика.